# Blood and Honour

Blood-and-Honour-Logo mit Triskele

Blood and Honour (englisch für Blut und Ehre) ist ein rechtsextremes Netzwerk, das es sich u. a. zur Aufgabe gemacht hat, neonazistische Bands miteinander zu koordinieren und die nationalsozialistische Ideologie zu verbreiten. Weltweit ist von bis zu 10.000 Mitgliedern auszugehen. Mit Combat 18 besteht ein „bewaffneter Arm“ von Blood and Honour, der vor allem in Großbritannien und Skandinavien aktiv ist, aber auch in Deutschland Anhänger hat. In Deutschland ist Blood and Honour seit 2000 verboten.

## Ursprung
Ian Stuart Donaldson, Sänger der RAC-Band Skrewdriver, gründete das Netzwerk mit Nicola Vincenzio „Nicky“ Crane 1987 in Großbritannien. Daher verwendet das Netzwerk die britische Schreibung Honour und nicht die US-amerikanische Variante Honor. Seitdem sind Personen aus dem Blood-and-Honour-Umfeld besonders aktiv bei der zumeist konspirativen Organisation von Konzerten und bei der Herstellung und Verbreitung von Tonträgern mit rechtsextremistischen Inhalten. Es erschien auch eine gleichnamige Reihe von Samplern. Donaldson griff auch den Schlüsselbegriff White Power des Ku-Klux-Klans neu auf.
1988 gründete Donaldson das Neonazi-Netzwerk Storm. Nach dem Tod Donaldsons war das Netzwerk weiterhin in Österreich, der Schweiz und Ungarn aktiv. Das Netzwerk Storm pflegte Kontakt zur schwedischen Terrorgruppe Vit Ariskt Mostand („Weißer Arischer Widerstand“).
Es existieren Schriften von Blood and Honour mit den Namen The Way Forward („Der Weg vorwärts“) und Field Manual („Kampfhandbuch“), die eine hierarchiefreie und zellenorientierte Organisation für Anschläge gegenüber Migranten und Andersdenkenden vorsehen, um diese in Schrecken zu versetzen.
Mittlerweile gibt es Blood-and-Honour-Divisionen in vielen europäischen Ländern sowie in den USA und in Australien. In Budapest (Ungarn) findet beispielsweise seit über zehn Jahren jährlich der Day of Honour („Tag der Ehre“) statt. In Russland wurde das Netzwerk 2012 verboten.

## Name und Logo
Die Worte Blut und Ehre waren auf den Fahrtenmessern der Hitlerjugend eingraviert. Eines der Nürnberger Rassengesetze hieß offiziell Gesetz zum Schutze des deutschen Blutes und der deutschen Ehre. Eine ähnliche von den Nazis gebrauchte Wortformel, „Meine Ehre heißt Treue“, war der Leitspruch der SS.
Symbol von Blood and Honour ist eine Art der Triskele, die an das Logo und die Farben der von den 1970ern bis 1990ern aktiven Afrikaner Weerstandsbeweging – einer rechtsextremistisch-rassistischen und suprematistischen Gruppierung im Apartheid-Südafrika – angelehnt ist und assoziativ das Hakenkreuz als Symbol des Nationalsozialismus nahelegt. Szenecode für Blood and Honour ist die 28 (Zahlenwert der Buchstaben B und H).

## Deutschland
1994 entstand in Berlin die Division Deutschland und wurde von Stephan Lange geführt, einem ehemaligen V-Mann des Verfassungsschutzes. In Deutschland gab es im Laufe der Zeit 20 Sektionen. In Bayern galt Bernd Peruch, genannt „Pernod“, als einer der führenden Blood-and-Honour-Aktivisten. Thomas Starke war der Chef von Blood and Honour Chemnitz und Jan W. leitete die Gruppe Sachsen. In den sechs Jahren bis zum Verbot herrschte eine feste Mitgliederstruktur. Neulinge bekamen eine Probezeit von mindestens sechs Monaten und durften erst ab dem Alter von 21 Jahren beitreten. Das deutsche Netzwerk gab ein Fanzine mit dem Namen Blood & Honour heraus, an dem sich alle deutschen Sektionen beteiligten.

### Musik
Ab 1995 wurden erste Konzerte veranstaltet. Blood and Honour diente dazu, ein „Millionengeschäft – Musik, Konzerte, Erlebniswelt – aufzuziehen und zu dominieren“ und „einen Rassenkrieg, einen Terrorismus von Rechts zu beginnen“.
Aktive Bands im Netzwerk waren bzw. sind unter anderem Landser, SKD, Spreegeschwader, Nahkampf, Oidoxie, Weisse Wölfe und Noie Werte. Außerdem gehören dazu Radikahl, Faustrecht aus dem Allgäu und Hate Society, in der Matthias Fischer von der seit 2004 verbotenen Fränkischen Aktionsfront Schlagzeuger war (gemäß dem Abschlussbericht des Bayerischen Untersuchungsausschuss Rechtsterrorismus in Bayern – NSU).

### Autonome Zellen
Das andere Ziel war die Bildung eines Netzes von terroristischen Kleinstgruppen nach dem Vorbild der Gruppe Combat 18, des militärischen, radikalen Arms von Blood and Honour, der direkt für Terroranschläge verantwortlich gemacht wurde. Blood and Honour strebte als Vorbild die Strategie eines „Führerlosen Partisanenkampfes“ an. Eine bürgerliche Existenz sollte die Basis bilden, um aus dem Verborgenen heraus operieren zu können. Waffen sollten im Ausland beschafft werden. Feindbild waren laut Blood-and-Honour-Fanzines „stinkende Araber und Juden“. Laut dem 2010 erschienenen Buch Waffenrepublik Deutschland: Der Bürger am Abzug von Lars Winkelsdorf sollen Mitglieder aus dem Umfeld des Netzwerks paramilitärische Übungen und Ausbildungen abgehalten haben.

### Verbot 2000
Im September 2000 wurde die deutsche Division ebenso wie ihre 1997 entstandene Jugendorganisation White Youth verboten, ist aber unter dem neuen Namen Division 28 weiterhin aktiv. Vor 2000 wurde der Name Blood und Honour kaum in Berichten des bayerischen Verfassungsschutzes erwähnt.

### Nähe zum NSU
Im September 1998 rechnete das LKA Thüringen Beate Zschäpe, Uwe Mundlos und Uwe Böhnhardt, die später als Nationalsozialistischer Untergrund Morde, Anschläge und Bankraube begingen, „zum harten Kern der Blood-and-Honour-Bewegung“ in Jena. Jan W., der das Blood-and-Honour-Chapter in Sachsen führte, soll sich laut dem Verfassungsschutz Brandenburg bereit erklärt haben, Geld für Waffen zur Verfügung zu stellen. Ein ehemaliger Freund von Beate Zschäpe und stellvertretender Leiter des Chapters Sachsen, Thomas S., soll Sprengstoff für die NSU-Terroristen organisiert, ihnen eine Unterkunft verschafft und sie bei der Kontaktnahme zu weiteren neonazistischen Gruppen beraten haben. Mandy Struck, eine Blood-and-Honour-nahe Aktivistin, beherbergte sie in der Wohnung ihres Freundes Thomas Richter alias Corelli in der Chemnitzer Friedrich-Viertel-Straße 85, kurz nachdem sie 1998 in den Untergrund gegangen waren. Aber auch in Niedersachsen hatte es Verbindungen der dort ansässigen Blood-and-Honour-Szene zum Netzwerk des NSU gegeben. Nach Erkenntnissen von ZDF-heute gehören 20 Personen aus dem Umfeld des NSU zum deutschen Netzwerk des Blood and Honour. Darunter sollen sich auch mindestens fünf V-Leute befinden.

### Nach dem Verbot 2000
Seit dem Verbot gab es mehr als 20 Ermittlungsverfahren wegen Fortführung der Organisation. Nach dem Verbot von Blood and Honour in Deutschland versuchen sich Hammerskins verstärkt als rechtsextreme Musik- und Konzertorganisation zu profilieren, mit teilweise gemeinsam organisierten Konzerten.
2003 erschien eine Blood & Honour-CD, auf der zahlreiche thüringische Neonazibands vertreten waren, mit dem Titel Trotz Verbot nicht tot.
Seit 2002 finden im ostthüringischen Gera unter dem Namen Rock für Deutschland jährlich Neonazi-Veranstaltungen mit Festival-Charakter statt, bei denen Redner aus dem Spektrum der Nationaldemokratischen Partei Deutschlands und den sogenannten Freien Kameradschaften sowie mehrere Rechtsrock-Bands und Liedermacher auftreten, die Verbindungen zum Blood-and-Honour-Netzwerk haben.
Seit 2005 findet in Thüringen in unregelmäßigen Abständen das Fest der Völker statt. Es ist ein großes Rechtsrock-Festival, das von der NPD organisiert wird. An den Veranstaltungen nahmen mehrere führende Vertreter rechtsextremer Organisationen aus ganz Europa und viele Bands teil, die fast ausschließlich Blood and Honour angehören.
Am 13. November 2005 berichtete Spiegel TV und in der Folge zahlreiche überregionale Medien über ein Neonazi-Konzert im bayerischen Mitterskirchen, das offiziell als NPD-Parteiveranstaltung angemeldet worden war, hinter dem jedoch Blood and Honour stand. Während des Konzerts spielten die Bands auch verbotene Lieder der Neonazi-Band Landser und forderten öffentlich zu Straftaten auf. Das Konzert im Oktober 2005 war ein wesentlicher Auslöser der bundesweiten Razzien gegen die weiterexistierenden Blood-and-Honour-Strukturen Anfang März 2006.
Im Februar 2007 nahmen an einem internationalen Neonazi-Treffen, das vom ungarischen Zweig von Blood and Honour organisiert wurde, mehrere hochrangige Funktionäre der NPD, unter ihnen Udo Voigt und Eckart Bräuniger, teil. Unter anderem wurde das Festival auch von Ralf Wohlleben unterstützt, Thorsten Heise übernahm das Konzept für den sogenannten „Eichsfelder Heimattag“.
Ende August 2008 erlangten antifaschistische Aktivisten eine Kopie eines der internationalen Blood-and-Honour-Foren. Die Dateien und die Datenbank wurden mit allen öffentlichen und versteckten Foren, persönlichen Nachrichten, Fotos und Anhängen der 31.948 registrierten Benutzer per Download-Adresse und Filesharing veröffentlicht. In den Medien bezeichnete man dies als einen „schweren Schlag gegen die militante rechte Szene“. 2011 hatten Hacker des Kollektivs Anonymous Mitgliedsdaten von Blood and Honour geknackt und Namen und Postanschriften von Mitgliedern im Internet veröffentlicht.
Im März 2013 wurden ein 41-jähriger Karlsruher und ein 37-jähriger Mannheimer zu Bewährungsstrafen und Geldbußen verurteilt. Sie hatten jahrelang rechtsradikale Rockkonzerte im Rhein-Neckar-Raum, in der Südpfalz und im Großraum Karlsruhe oder im Ausland abgehalten, wo das Netzwerk noch nicht verboten war.
Im November 2012 musste die Berliner Verfassungsschutzchefin Claudia Schmid aufgrund einer Aktenvernichtung mit Blood-and-Honour-Bezug ihren Posten räumen. Im Juli 2010 – vor Bekanntwerden des NSU im November 2011 – seien Unterlagen vernichtet worden, ohne dem Landesarchiv angeboten worden zu sein. Da im November 2012 die Möglichkeit von Kontakten zwischen NSU und Blood and Honour im Raum stand, handele sich um ein „bedauerliches Versehen“, so Schmid. Schmid trat unmittelbar nach Bekanntgabe der Aktenvernichtung vom Amt zurück. 2013 rekonstruierte der Verfassungsschutz Berlin 158 von zerstörten 214 Akten, ohne dass ein NSU-Bezug gefunden wurde.
Das thüringische Innenministerium registrierte 2013 eine Fortführung der verbotenen Organisation im Bundesland. Trotz des Verbots seien bis 2012 insgesamt 43 Vorkommnisse bekannt geworden. Auch das Bayerische Landesamt für Verfassungsschutz registrierte in Bayern 2017 eine Aktivität.
Im Mai 2017 wurde bekannt, dass Deutschland-Chef Stephan Lange, von Blood and Honour und unter den Terroristen „Pin“ oder „Pinocchio“ genannt, laut Berliner Zeitung ein V-Mann des Verfassungsschutzes war. Demnach hat ein Vertreter des Kölner Bundesamts für Verfassungsschutz (BfV) die V-Mann-Tätigkeit im geheim tagenden Parlamentarischen Kontrollgremium des Bundestags bestätigt. Kurz zuvor hatten schon mehrere ARD-Magazine berichtet, der Ex-Chef der Organisation habe schon in den 1990er Jahren für den Verfassungsschutz gespitzelt. Vermittelt worden sei er von der Berliner Polizei. Berlins Innensenator Andreas Geisel hatte die Berichte zunächst zurückgewiesen. „Nach jetzigem Kenntnisstand spricht für diese Erkenntnis erst mal nichts“, sagte Geisel am 18. Mai 2017 aus. Nach Angabe der Zeitung arbeitete Stephan Lange von mindestens 2002 bis spätestens 2010 unter dem Decknamen „Nias“ mit dem BfV zusammen. Im NSU-Prozess in München forderten acht Nebenklagevertreter die Ladung der V-Mann-Führer des Bundesverfassungsschutzes, die Stephan Lange geführt haben sollen, als Zeugen. Lange selbst war bei seiner früheren Aussage vor dem Gericht nicht dazu befragt worden.

## Österreich
In Österreich gab es 2003 Aktivisten in Wien, Tirol und Vorarlberg, die unter anderem mit deutschen Aktivisten zusammenarbeiteten.

## Bulgarien
In Bulgarien gründete sich im November 2013 die Nationalistische Partei Bulgariens. Mitglieder sind Nationaler Widerstand, die Bulgarische National-Radikale Partei, der lokale Ableger von Blood and Honour und andere informelle Gruppen.

## Kanada
Blood & Honour und ihr bewaffneter Arm Combat 18 wurden 2019 auf die kanadische Terrorliste gesetzt. Es war das erste Mal, dass das Land rechtsextreme Organisationen auf seine Terrorliste setzte.

## Spanien
Die spanische Sektion von Blood and Honour wurde am 22. Dezember 1999 als Verein gegründet. Die Sektion veranstaltete immer wieder Konzerte in Spanien. Mitglieder der Organisation traten für die Partei Movimiento Social Republicano (MSR) an. Während eines Konzertes in der Nähe von Madrid gab es 2005 eine großangelegte Polizeirazzia, bei der Propagandamaterial und Waffen beschlagnahmt wurden. Auf der Veranstaltung spielten die Gruppen Section 88 (Vereinigtes Königreich), Estandarte 88 (Spanien) und Faustrecht (Deutschland). Im Anschluss wurden die Wohnungen von Blood-and-Honour-Mitgliedern durchsucht, bei denen wiederum Waffen gefunden wurden. 2010 verbot die 3. Kammer des Provinzgerichtes in Madrid die Organisation und verhängte Haftstrafen bis zu dreieinhalb Jahren für 14 Mitglieder der Organisation. Das Verbot und die Haftstrafen wurden im Juni 2011 vom Obersten Gerichtshof bestätigt.

## Ungarn
Auch in Ungarn gibt es einen Ableger des Netzwerks.

## Film
- White Terror. Dokumentarfilm von Daniel Schweizer, Schweiz 2005[49]
- Blut muss fließen – Undercover unter Nazis, Dokumentarfilm von Thomas Kuban, Deutschland 2012